# ضريح الشيخ محمود شبستري
ضريح الشيخ محمود شبستري (بالفارسية: آرامگاه شیخ محمود شبستری) هو ضريح تاريخي يعود إلى الدولة الإلخانية، ويقع في شبستر.